# Gerald Koocher
Gerald Paul Koocher (13 marzo 1947) è uno psicologo statunitense, ex presidente dell'American Psychological Association.

## Biografia
Dopo aver conseguito nel 1968 la laurea triennale in psicologia presso l'Università di Boston, completò la specializzazione e il dottorato di ricerca in psicologia clinica all'Università del Missouri rispettivamente nel 1970 e nel 1974. Dal 1971 al 2001 collaborò a tempo pieno al Boston Children's Hospital, arrivando a ricoprire il ruolo di dirigente sanitario del settore psicologico. Al contempo, fu professore associato e preside della Scuola di infermieristica e di scienze della salute della Simmons University di Boston. In seguito, prestò servizio come rettore associato alla Simmons, continuando a esercitare part-time al Boston Children's Hospital e alla scuola di medicina dell'Università di Harvard. Il 1º luglio 2013 è entrato nel ruolo di preside della Facoltà di scienze della salute dell'Università DePaul. Nel settembre 2018 è divenuto rettore e vicepresidente senior per gli affari accademici del Quincy College.
Nell'agosto 2022 ha accettato l'incarico di direttore del programma di laurea in psicologia clinica e scolastica presso la Capella University di Minneapolis.
Koocher è stato membro dell'American Association for the Advancement of Science e membro eletto di tredici divisioni dell'American Psychological Association di cui nel 2006 è stato nominato presidente, dopo essere stato tesoriere del suo consiglio di amministrazione per dieci anni. È stato fondatore e redattore della rivista Ethics & Behavior per 26 anni, oltre ad essere stato redattore del Journal of Pediatric Psychology e di The Clinical Psychologist.

## Attività di ricerca
A partire dai primi anni '70, mentre era ancora uno studente laureato, Koocher iniziò a studiare la comprensione della morte e della perdita da parte dei bambini. Pubblicò diversi articoli derivanti dalla sua ricerca di tesi di dottorato.

## Opere selezionate
- Koocher, G. P.  & O'Malley, J. E.  (1981). The Damocles Syndrome: Psychosocial Consequences of Surviving Childhood Cancer.  New York: McGraw Hill.
- Williams. J. & Koocher, G. P. (1999). Medical Crisis Counseling on a Pediatric Intensive Care Unit: Case Examples and Clinical Utility.  Journal of Clinical Psychology in Medical Settings, 6, 249-258.
- Roberts, M.C., Koocher, G. P., Routh, D. K., & Willis, D. J.  (Eds.)  (1993).  Readings in Pediatric Psychology.  New York: Plenum.
- Koocher, G. P. & La Greca, A. M. (Eds.) (2024) Emotional First Aid for Parents: Helping children and adolescents cope with predictable life crises.(2nd Ed)  New York: Oxford University Press.

### Psychoquackery
Koocher ha sviluppato un interesse per le teorie, terapie e strumenti di valutazione della salute mentale privi di credito nella comunità scientifica e che sono diventati di uso comune. In merito al NARTH, ha dichiarato che l'American Psychological Association non ha nulla da obiettare agli psicologi che forniscono supporto terapeutico ai loro clienti per aiutarli a raggiungere l'obiettivo scelto liberamente di sviluppare il proprio potenziale eterosessuale. Ha brevettato il termine psychoquackery, fornendo materiali divulgativi per il pubblico, che includono i seguenti lavori:
- Koocher, G. P.  (Ed.) (1976). Children’s Rights and the Mental Health Professions.  New York: Wiley Interscience.
- Koocher, G. P. & Keith-Spiegel, P. C.  (2008).  Ethics in Psychology and the Mental Health Professions: Standards and Cases (third edition).  New York: Oxford University Press.
- W.  B. Johnson & Koocher, G. P. (Eds.) (2011). Ethical Conundrums, Quandaries and Predicaments n Mental Health Practice: A Casebook from the Files of Experts. New York: Oxford University Press.
- Koocher, G. P. & Keith-Spiegel, P. C.  (2016).  Ethics in Psychology and the Mental Health Professions: Standards and Cases (fourth edition).  New York: Oxford University Press.
- Norcross, J. C., Koocher, G. P., &  Garofalo, G. P.  (2006) Discredited Psychological Treatments and Tests: A Delphi Poll.  Professional Psychology: Research and Practice, 37, 515-522.  doi: 10.1037/0735-7028.37.5.515
- Norcross, J. C., Koocher, G. P., Fala, N.C., &  Wexler, H.K. (2010) What Doesn’t Work? Expert Consensus on Discredited Treatments in the Addictions.  Journal of Addiction Medicine, 4, 174-180.  DOI: 10.1097/ADM.0b013e3181c5f9db.
- Koocher, G. P., Norcross, J. C., McMann, M., & Stout, A. (2015).  Consensus on Discredited Assessment and Treatment Techniques used with Children and Adolescents. Journal of Clinical Child and Adolescent Psychology, 44, 722-729. DOI: 10.1080/15374416.2014.895941
- Koocher, G. P. & Gill, E. (2016). Pet Me, Sniff Me, Squeeze Me: Quack Treatment for Autism. In R. M. Foxx & J. Mulick, J. (Eds.) Controversial Therapies for Developmental Disabilities (2nd Ed.). Philadelphia: Taylor & Francis, pp 347–356.

### Etica della ricerca
- Melton, G.B., Koocher, G. P., & Saks, M. J. (Eds.) (1983).  Children's Competence to Consent. New York: Plenum.
- Koocher, G. P. (2002).  Using the CABLES Model to Assess and Minimize Risk in Research: Control Group Hazards.  Ethics & Behavior, 12, 75-86.
- Keith-Spiegel, P. & Koocher, G.P. (2005).  The IRB Paradox: Could the Protectors Also Encourage Deceit?  Ethics & Behavior, 15,  339-350.
- Keith-Spiegel, P., Koocher, G. P, Tabachnick, B. (2006).  What Scientists Want from Their Research Ethics Committees.  Journal of Empirical Research on Human Research Ethics, 1, 67-82.
- Koocher, G. P. & Keith-Spiegel, P. (2010). Opinion: Peers nip misconduct in the bud.  Nature, 466, 438-440.  doi:10.1038/466438a
- Koocher, G. P. (2012).  Colleagues as a Defense Against Bad Science.  The Physiologist, 55 (2), 52-56.
- Koocher, G. P. (2014). Research Ethics and Private Harms. Journal of Interpersonal Violence. 29 (18) 2367- 3276, DOI: 10.1177/0886260514534986

### Monografie
- Gerald P. Koocher (Ed.). Children's Rights and the Mental Health Professions. Wiley, 1976. ISBN 0-471-01736-1.
- Patricia Keith-Spiegel, and Gerald P. Koocher. Ethics in Psychology: Professional Standards and Cases. Erlbaum, 1985. ISBN 0-8058-2128-7.
- Gerald P. Koocher and Patricia Keith-Spiegel. Children, Ethics, and the Law: Professional Issues and Cases. University of Nebraska Press, 1990. ISBN 0-8032-4731-1.
- Michael C. Roberts, Gerald P. Koocher, Donald K. Routh, Diane J. Willis (Eds.). Readings in Pediatric Psychology. Plenum Press, 1993. ISBN 0-306-44423-2.
- Gerald P. Koocher. Whistleblowing And Scientific Misconduct: A Special Issue of Ethics & Behavior. Lawrence Erlbaum Associates, 1993, ISBN 0-8058-9986-3.
- Gerald P. Koocher. Ethics in Cyberspace. Lawrence Erlbaum Associates, 1996. ISBN 0-8058-9891-3.
- Gerald P. Koocher, John C. Norcross and Sam S. Hill (Eds.). Psychologists' Desk Reference. Oxford University Press, 1998. ISBN 0-19-511186-9.
- Gerald P. Koocher (Ed.). Protection of Participants in Sensitive Social Research: A Special Issue of Ethics & Behavior. Lawrence Erlbaum Associates, 1998. ISBN 0-8058-9819-0.
- Gerald P. Koocher. The Science And Politics of Recovered Memories: A Special Issue of Ethics & Behavior. Lawrence Erlbaum Associates, 1998. ISBN 0-8058-9825-5.
- Steven N. Sparta and Gerald P. Koocher (Eds.). Forensic Mental Health Assessment of Children And Adolescents. Oxford University Press, 2006. ISBN 978-0-19-514584-7.
- Gerald P. Koocher and Patricia Keith-Spiegel. Ethics in Psychology and the Mental Health Professions: Professional Standards and Cases. Oxford University Press, 2008. ISBN 978-0-19-509201-1
- Kenneth S. Pope, Janet L. Sonne, Beverly Greene and Gerald P. Koocher. What Therapists Do Not Talk About and Why: Understanding Taboos That Hurt Us and Our Clients. American Psychological Association, 2006. ISBN 978-1-59147-411-1.
- Koocher, G. P. & La Greca, A. M. (Eds.) (2011) Emotional First Aid for Parents: Helping children and adolescents cope with predictable life crises.  New York: Oxford University Press.
- Gerald P. Koocher, John C. Norcross and Beverly A. Greene (Eds.). Psychologists' Desk Reference, 3rd Edition. Oxford University Press, 2013. ISBN 978-0-19-984549-1.
- Gerald P. Koocher and Patricia Keith-Spiegel. Ethics in Psychology and the Mental Health Professions: Professional Standards and Cases, 4th Edition'. Oxford University Press, 2016. ISBN 978-0-19-509201-1